# تلکش
تلکش (به مجاری:  Telekes) یک شهرداری در مجارستان است که در واش واقع شده‌است. تلکش ۱۰٫۸ کیلومتر مربع مساحت و ۵۳۳ نفر جمعیت دارد.